# Polícia do Senado Federal
Polícia do Senado Federal do Brasil é um órgão integrante da Polícia Legislativa Federal, que por sua vez é a designação única para dois órgãos policiais distintos que atendem às Casas do Legislativo Federal, ou seja, ao Senado Federal e à Câmara dos Deputados.

## Natureza institucional
Operacionalmente, é considerada uma polícia bem preparada, equipada e capacitada para o tipo de atividade que executa. Apesar de pouco conhecida pelo público em geral, recentemente pôde ser observada em ação executando a prisão do ex-prefeito de São Paulo e de outras ex-autoridades.
Suas atribuições fazem com que seja considerada uma polícia de ciclo completo, o que significa que executam tanto atividades que são delegadas às Polícias Civis quanto às Militares, e ainda, por sua abrangência, à Polícia Federal e à ABIN, tudo isso no âmbito do Senado Federal. Inclui uma Academia com um parque de recarga de munições e diversas instalações espalhadas pelos próprios do Senado Federal.
Foi a primeira Polícia da América Latina a utilizar equipamento não letal Taser M26 e X26, adequado ao tipo de trabalho que executam, principalmente face aos locais com grande circulação de autoridades e visitantes, especialmente estudantes do Distrito Federal e região do Entorno.
Para conflitos armados, utilizam o .40SW com diversos tipos de projétil, incluindo a CXPO, ogiva com ponta expansiva de cobre, como calibre padrão para seu armamento, que inclui pistolas de diversos tipos, carabinas e metralhadoras, além do calibre 12 para espingardas. Sua dotação inclui outros potentes calibres, como o 9 mm Luger e o .45ACP, mas pouco utilizados, pois são considerados pelos responsáveis como inadequados para as instalações.

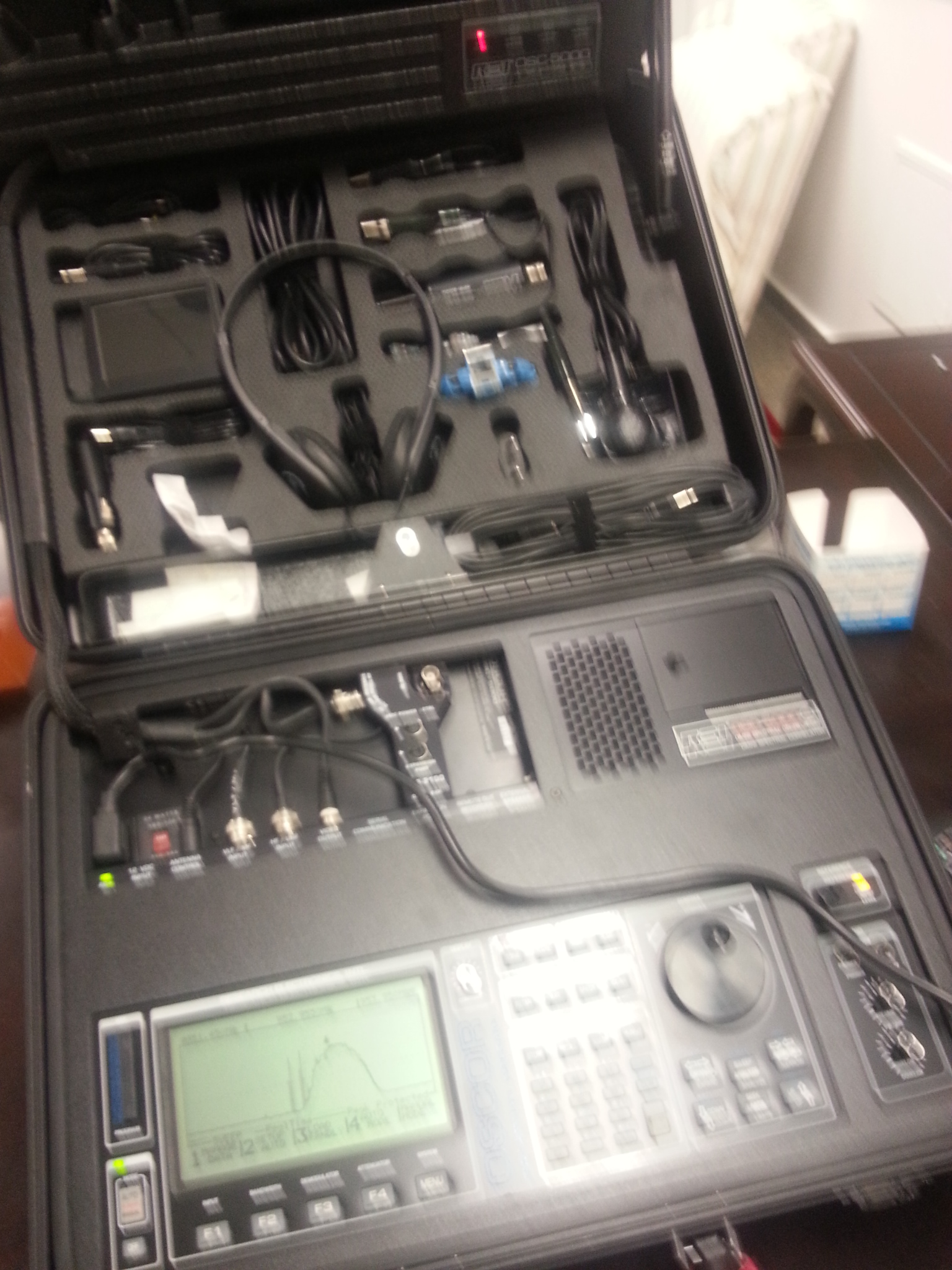
Correlacionador Espectral OSCOR 5000

Na área de Inteligência, possui os mais avançados equipamentos de contra-espionagem, alguns com tecnologia tão sensível que necessitam de autorização dos governos de origem (principalmente Estados Unidos, Reino Unido e Alemanha) para sua comercialização.
Na segurança de dignitários, realizam a proteção, além do Presidente do Senado e demais Senadores, de todas autoridades que visitam o Congresso Nacional. Destaque para a proteção de testemunhas e depoentes de alto risco convocados pelas Comissões do Senado.
A Polícia do Senado é suprida exclusivamente por agentes concursados, e inclui agentes oriundos de outras forças policiais, forças armadas e da área de segurança privada. Possui um grupo de elite preparado para situações extremas. São agentes com treinamento tático- operacional e instrução com equipamentos de uso exclusivo das Forças Armadas. Em 2007, uma equipe tática da PSF recebeu treinamento no Centro de Treinamento da SWAT em Tavares, Flórida, Estados Unidos.
No dia a dia das atividades normais do Senado, a presença dos agentes não é notada, mas, somente no período de janeiro de 2007 a fevereiro de 2009, foi responsável pela identificação e detenção de 209 pessoas ligadas ao tráfico de drogas, contrabando, prostituição, crimes relacionados à pedofilia e procurados pela Justiça nas dependências do Senado Federal.

## Previsão legal
A Constituição Federal de 1988, em seu artigo 52, XIII, prevê: “compete privativamente ao Senado Federal... dispor sobre sua polícia”. Com base nesta previsão legal o Senado Federal regulamentou, em 5 de dezembro de 2002, através da resolução nº 59/2002, a Polícia do Senado Federal. Atualmente, a norma vigente é a Resolução 11 de 2017, do Senado Federal.
A previsão para a criação de uma polícia exclusiva para uma casa legislativa já se encontrava presente na Constituição Política do Império do Brazil (25 de Março de 1824), quando trata do Poder Legislativo, em seu art. 21, citando a polícia interior. Tal previsão se repete em todas as outras constituições brasileiras, como listado a seguir:
Constituição da República dos Estados Unidos do Brasil (1891), art. 18, parágrafo único, “A cada uma das Câmaras compete: ... regular o serviço de sua polícia interna”
Constituição de 1934, art. 91, VI, “Compete ao Senado Federal: ... regular a sua própria polícia.”
Constituição de 1937, art. 41, “A cada uma das Câmaras compete: ... regular o serviço de sua polícia interna.”
Constituição de 1946, art. 40: “A cada uma das Câmaras compete dispor, em Regimento interno, sobre sua ..., polícia ,”
Constituição de 1967, art. 32, a cada uma das Câmaras compete dispor, em Regimento Interno, sobre ... sua polícia .”
Quanto a atuação das polícias do Congresso Nacional, o Supremo Tribunal Federal, quando questionado sobre a validade de prisão efetuada nas dependências do Senado Federal, reconheceu em sua súmula 397 de 03/04/1964 que: "O Poder de Polícia da Câmara dos Deputados e do Senado Federal, em caso de crime cometido nas suas dependências, compreende, consoante o regimento, a prisão em flagrante do acusado e a realização do inquérito." Recentemente o Tribunal Regional Federal da 1ª Região firmou acórdão sobre o Mandado de Segurança Nº  2006.01.00.027250-1/DF, em que decidiu, por unanimidade, "... conceder a segurança para assegurar à Mesa do Senado Federal o direito de, por meio de sua Polícia, proceder a realização de inquérito, em caso de crime cometido em suas dependências."

## Atribuições
São Atribuições da Polícia do Senado Federal, conforme o Art. 226 do Regulamento Administrativo do Senado Federal, anexo à Resolução do Senado Federal nº 11, de 2017:
- Garantir a segurança e integridade física de pessoas e do patrimônio no Senado Federal

- assessorar a administração da Casa no exercício do seu poder de polícia;
- assessorar o Corregedor Parlamentar no exercício de suas atribuições ínsitas à Polícia do Senado Federal;
- dar apoio às Comissões Parlamentares de Inquérito, sempre que solicitado;
- participar da elaboração, execução e gestão compartilhada da Política de Segurança Corporativa do Senado Federal aprovada pelo Comitê de Governança Corporativa e Gestão Estratégica e instituída pela Comissão Diretora;
- realizar o policiamento do edifício e dependências do Senado Federal, apurar infrações penais em detrimento de bens, serviços e interesses do Senado Federal ou praticados nas suas dependências;
- cumprir, em caráter privativo as demais atividades típicas de segurança de autoridades e polícia legislativa;
- cumprir, em caráter privativo, os mandados de prisão, de busca e apreensão, as conduções coercitivas, a escolta de presos e de depoentes das comissões, quando estas diligências forem executadas nas dependências sob responsabilidade do Senado Federal;
- executar outras atividades correlatas.

## Estrutura

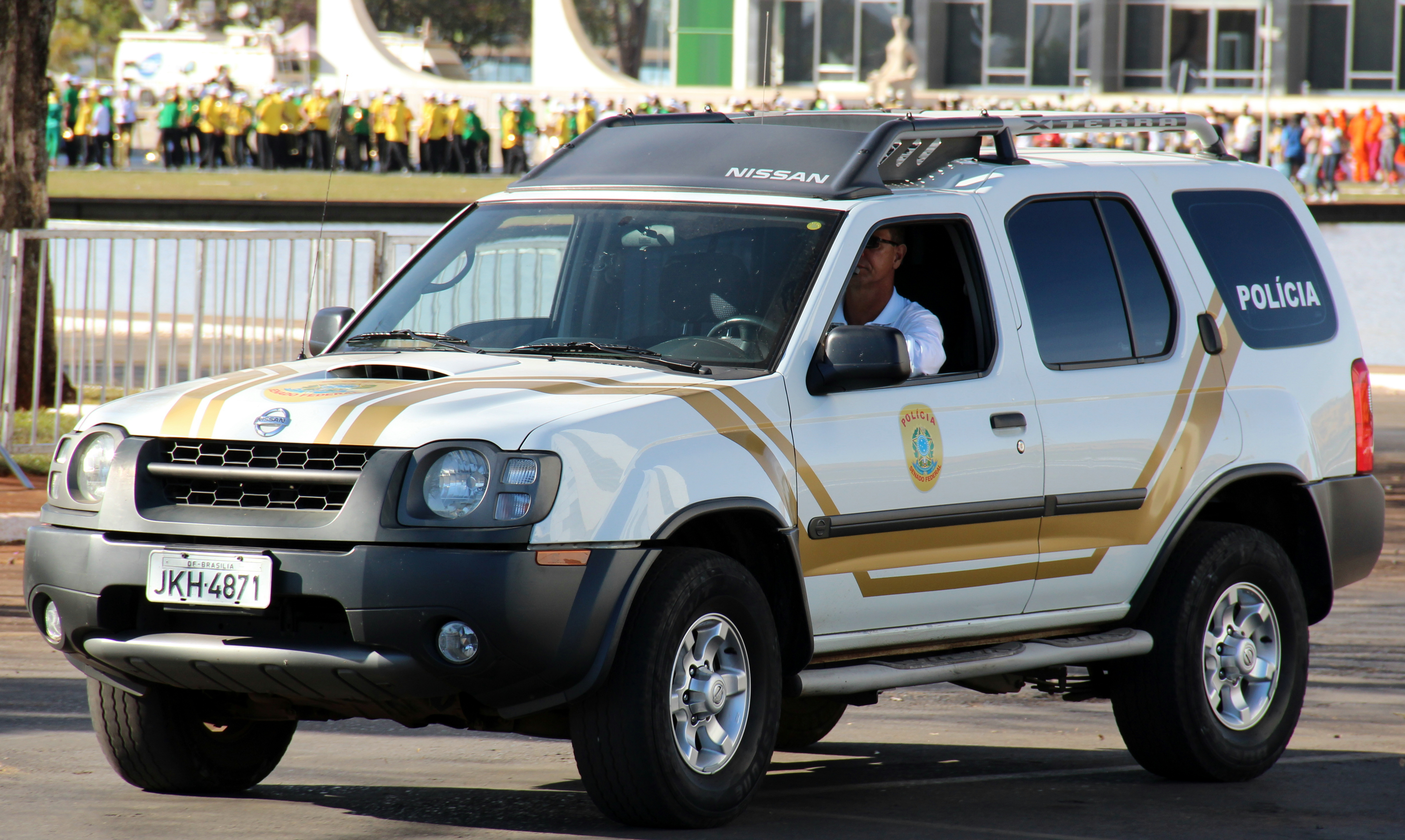
Viatura policial.

A estrutura da Secretaria de Polícia do Senado Federal está assim dividida:

### Subordinados Diretamente à Secretaria de Polícia do Senado Federal
1. Gabinete Administrativo;
2. Escritório Setorial de Gestão;
3. Serviço de Policiamento;
4. Serviço de Controle Operacional ;
5. Serviço de Inteligência  Policial;
6. Serviço Central de Apoio Administrativo;
7. Serviço de Prevenção de Acidentes e Segurança do Trabalho;
8. Coordenação de Proteção a Autoridades;
9. Coordenação de Polícia  de Investigação;
10. Coordenação de Suporte às Atividades Policiais.

### Subordinados à Coordenação de Proteção a Autoridades
- Serviço de Proteção Presidencial;
- Serviço de Proteção de Dignitários ;
- Serviço de Proteção de Plenários e Comissões;
- Serviço de Apoio Aeroportuário;

### Subordinados à Coordenação de Polícia  de Investigação
- Serviço Cartorário;
- Serviço de Suporte Técnico;
- Serviço de Investigações;

### Subordinados à Coordenação de Suporte às Atividades Policiais
- Serviço de Credenciamento;
- Serviço de Treinamento e Projetos;
- Serviço de Logística;
- Serviço de Suporte em Tecnologia da Informação.

## Controvérsias recentes
A Polícia do Senado Federal foi abalada, em 2016, por denúncias de mau uso de seu parque tecnológico de contrainteligência como forma de "sabotar" a operação Lava-jato, maior ação contra a corrupção do mundo, até então.
Tais denúncias deram origem à Operação Métis, e levou à prisão quatro servidores, incluindo o diretor da Polícia do Senado, então já a 11 anos no cargo. Vale ressaltar o fato de que, apesar do pedido do Procurador Geral da República para que tal Diretor fosse afastado das funções, nem o então Presidente do Congresso, Senador Renan Calheiros, nem seu sucessor, Senador Eunício Oliveira, tiveram a coragem de afastá-lo.